# バルセロナ (フレディ・マーキュリーとモンセラート・カバリエの曲)
「バルセロナ」（Barcelona）は、クイーンのボーカリストであるフレディ・マーキュリーと、オペラ歌手のモンセラート・カバリェの楽曲で、1988年発表の同名アルバムからの先行シングルとして1987年にリリースされ、全英チャートで8位に達した。
1992年のバルセロナオリンピックのテーマ曲に選ばれ、1999年には『グレイテスト・ヒッツIII 〜フレディー・マーキュリーに捧ぐ〜』にも収録された。
2004年、BBCラジオ2は、Sound On Song Top 100でこの曲を41位に挙げた。

## 解説
フレディはオペラを好んで聴いており、特にモンセラート・カバリェのファンであった。
1986年、フレディはスペインのテレビで、彼女に直に会ってみたいと発言した。二人の最初の対話は1987年にバルセロナにて実現した。1992年のオリンピックにバルセロナが選ばれたとき、バルセロナ出身のモンセラートは、大会のテーマ曲を作るよう頼まれ、手伝ってもらうためにフレディを呼んだ。モンセラートはプロジェクトに熱心になり、彼女は、シングルを録音する代わりにアルバムを作成することを提案した。
テーマ曲の候補は1988年の選考会までに完成させて提出しなければならず、モンセラートの厳しいスケジュールにより録音が複雑になったので、時間を節約するためにフレディは歌を録音し、モンセラートのパートをファルセットで歌った。その後、彼はテープをモンセラートに送り、共同スタジオでのセッションに備えた。

## パーソネル
- フレディ・マーキュリー - リードボーカル、コーラス
- モンセラート・カバリェ - リードボーカル、コーラス
- マイク・モラン - シンセサイザー
- ローリー・ルイス - ヴァイオリン
- デボラ・アン・ジョンストン - チェロ
- バリー・キャッスル - フレンチホルン
- フランク・リコッティ - タンバリン

## シングル収録曲

### 1987年盤
7" single
1. バルセロナ - Barcelona (Freddie Mercury, Mike Moran)
2. エクササイズ・イン・フリー・ラヴ - Exercises in Free Love (Freddie Mercury, Mike Moran)

12" single
1. バルセロナ - Barcelona (Freddie Mercury, Mike Moran)
2. エクササイズ・イン・フリー・ラヴ - Exercises in Free Love (7" Version) (Freddie Mercury, Mike Moran)
3. バルセロナ (エクステンデッド・ヴァージョン) - Barcelona (Extended Version) (Freddie Mercury, Mike Moran)

### 1992年盤
7" single
1. バルセロナ - Barcelona (Freddie Mercury, Mike Moran)
2. エクササイズ・イン・フリー・ラヴ - Exercises in Free Love (Freddie Mercury, Mike Moran)
3. バルセロナ (エディット) - Barcelona (Edit) (Freddie Mercury, Mike Moran)

CD single
1. バルセロナ - Barcelona (Freddie Mercury, Mike Moran)
2. エクササイズ・イン・フリー・ラヴ - Exercises in Free Love (Freddie Mercury, Mike Moran)
3. バルセロナ (エクステンデッド・ヴァージョン) - Barcelona (Extended Version) (Freddie Mercury, Mike Moran)
4. バルセロナ (エディット) - Barcelona (Edit) (Freddie Mercury, Mike Moran)

## チャート
| チャート (1988年)                  | ピーク |
| ---------------------------------- | ------ |
| ドイツ (GfK Entertainment charts)  | 32     |
| アイルランド (IRMA)                | 8      |
| オランダ (Single Top 100)          | 37     |
| スウェーデン (Sverigetopplistan)   | 15     |
| イギリス (Official Charts Company) | 8      |

| チャート (1992年)                    | ピーク |
| ------------------------------------ | ------ |
| オーストラリア (ARIA)                | 42     |
| ベルギー (Ultratop 50 Flanders)      | 21     |
| フランス (SNEP)                      | 6      |
| アイルランド (IRMA)                  | 2      |
| オランダ (Single Top 100)            | 2      |
| ニュージーランド (Recorded Music NZ) | 2      |
| ポルトガル                           | 9      |
| スウェーデン (Sverigetopplistan)     | 12     |
| スイス (Schweizer Hitparade)         | 8      |
| イギリス (Official Charts Company)   | 2      |

| チャート (2018年)                        | ピーク |
| ---------------------------------------- | ------ |
| ドイツ (Offizielle Top 100)              | 100    |
| スコットランド (Official Charts Company) | 63     |